# Майсур (округ)
Майсур (канн. ಮೈಸೂರು ಜಿಲ್ಲೆ; англ. Mysore) — округ в индийском штате Карнатака. Административный центр — город Майсур. Площадь округа — 6854 км². По данным всеиндийской переписи 2001 года население округа составляло 2 641 027 человек. Уровень грамотности взрослого населения составлял 63,5 %, что выше среднеиндийского уровня (59,5 %). Доля городского населения составляла 37,2 %.
Города округа:
- Баннур[англ.]
- Белвата[англ.]
- Беттадапура[англ.]
- Бхогади[англ.]
- Байлакуппе[англ.]
- Хеггададевана-коте[англ.]
- Хинкал[англ.]
- Хутагалли[англ.]
- Хосараманахалли[англ.]
- Криштараджанагара[англ.]
- Мукудутхоре[англ.]
- Нанджангуд[англ.]
- Салиграма[англ.]
- Саргур[англ.]
- Соманатхапура[англ.]
- Тирумакудалнарсипур[англ.]
- Хунсур
- Яченахалли[англ.]